# 스즈키 게이타 (1997년)
스즈키 게이타(일본어: 鈴木圭太, 1997년 12월 20일~)는 일본의 축구 선수로 현재 타지키스탄 하이어 리그의 FC 이스티클롤에서 수비수 겸 미드필더로 활동 중이다.

## 대회 성적

### 클럽
FK 포드고리차
- 몬테네그로 1부 리그 : 4위 (2020-21)
- 몬테네그로 2부 리그 : 우승 (2018-19)
- 몬테네그로컵 : 4강 (2019-20)

 대구 FC
- 코리아컵 : 4강 (2022)